# Korkowiec amurski
Korkowiec amurski (Phellodendron amurense Rupr.) – gatunek drzewa z rodziny rutowatych, pochodzący z wschodniej Rosji, północnych Chin, Korei, Mandżurii i Japonii. Jest uprawiany w wielu krajach Azji, Ameryki Północnej i Europy, również w Polsce.

## Morfologia

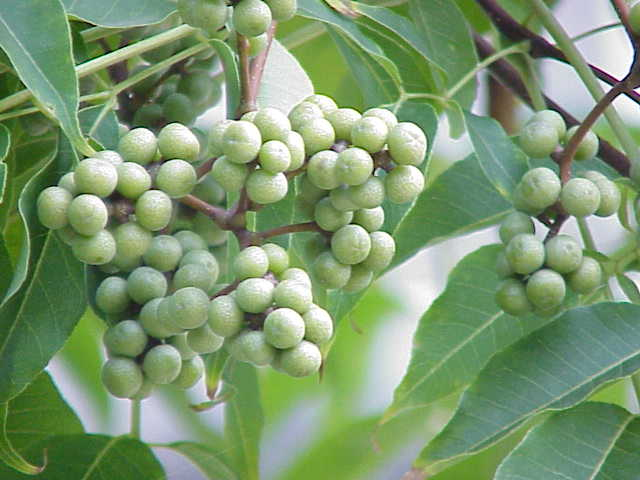
Niedojrzałe owoce

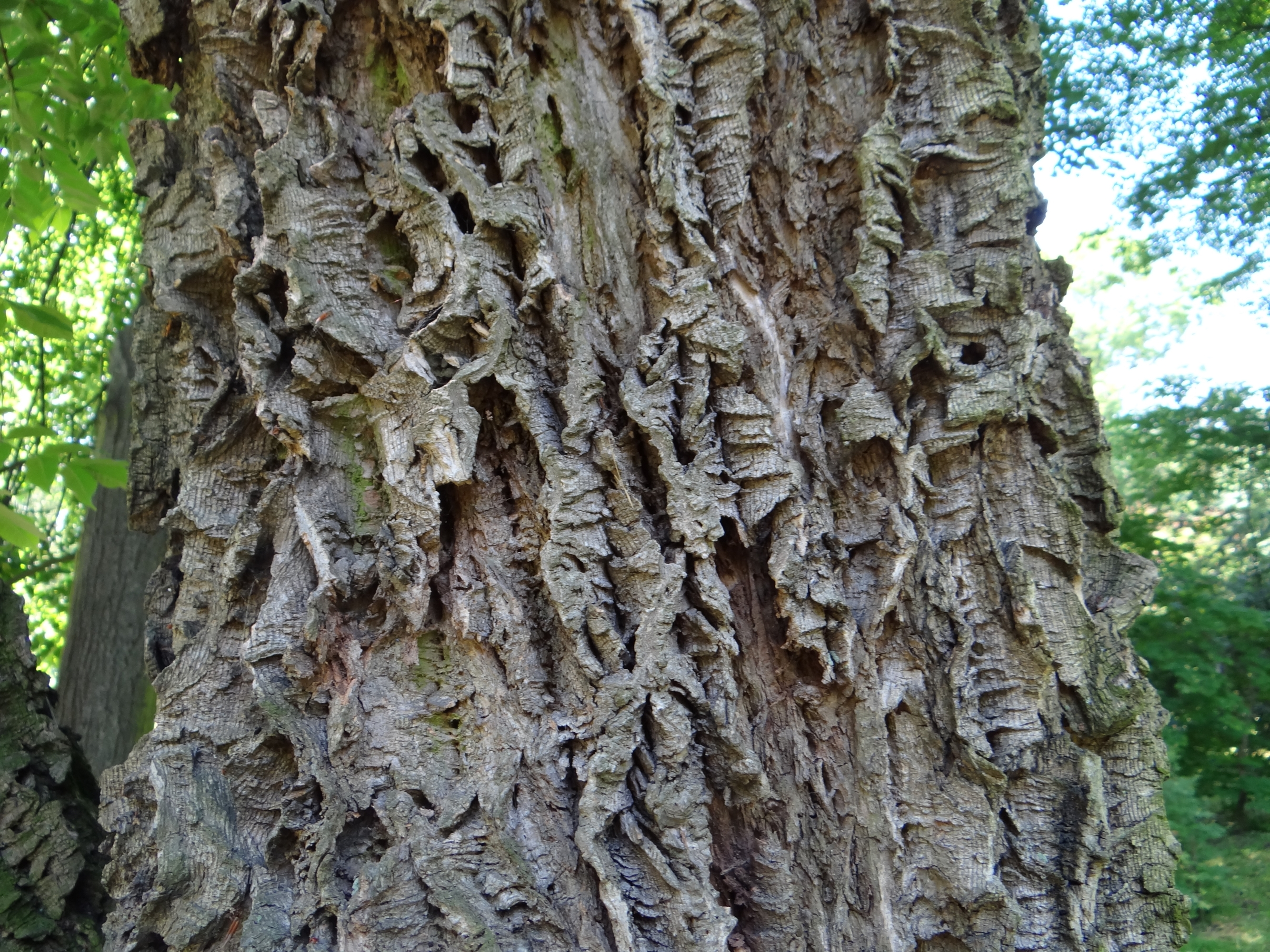
Kora

PokrójDrzewo do 15 m wysokości, o nisko osadzonej i spłaszczonej koronie. Wcześnie zaczyna owocować, bo już w wieku 5 lat.
PędyPąki małe, ukryte w nasadach ogonków liściowych. Nie posiadają łusek. Kora jasnoszara, korkowa, głęboko spękana. Młode gałązki są żółtawoszare.
LiścieUlistnienie nakrzyżległe. Liście pierzaste, z przejrzystymi gruczołami na brzegu, żółknące jesienią, po roztarciu pachnące terpentyną.
KwiatyRoślina dwupienna. Kwiaty żółtozielone, rozdzielnopłciowe, niepozorne, zebrane w wiechy.
OwocCzarny pestkowiec, zasychający po dojrzeniu i długo utrzymujący się na drzewie, czasami do wiosny. Ma średnicę ok. 1 cm, kulisty lub gruszkowaty kształt i zawiera 5 nasion.

## Biologia i ekologia
Na obszarze swojego występowania rośnie w dolinach rzek oraz w lasach liściastych i mieszanych. Nie ma specjalnych wymagań co do gleby i wytrzymuje zacienienie. Jest bardzo wytrzymały na mróz, może być uprawiany w strefach 3-9. Zakwita w czerwcu. Owocuje zwykle co 2 lata. Rośnie szybko, żyje do 300 lat.

## Zastosowanie
- Drewno używane jest do wyrobu mebli oraz nart.
- Kora przerabiana jest na korek.
- Łyko korkowca amurskiego zawiera taninę, stosowaną w farbiarstwie.
- Roślina ozdobna. Uprawiany jest w parkach i ogrodach botanicznych.